# محوطه قلعه گوری
محوطه قلعه گوری مربوط به دوره ساسانیان -قرون اولیه دوران‌های تاریخی پس از اسلام است و در شهرستان بیجار، بخش چنگ الماس، روستای چهل امیران واقع شده و این اثر در تاریخ ۱۰ دی ۱۳۸۱ با شمارهٔ ثبت ۶۹۱۹ به‌عنوان یکی از آثار ملی ایران به ثبت رسیده است.